# Poly Technologies
 (janvier 2013).
Poly Technologies Inc. (en chinois : 保利科技有限公司), est une entreprise (Groupe) d’État autorisée par le gouvernement central de Chine pour la production et l’import-export de matériels et équipements civils et surtout militaires. La compagnie est principalement engagée dans la recherche et développement de la défense, et dans le commerce international d'armement et de technologies militaires. Elle est un fournisseur de solutions intégrées pour la défense nationale et les systèmes de sécurité de plusieurs pays.

## Activités

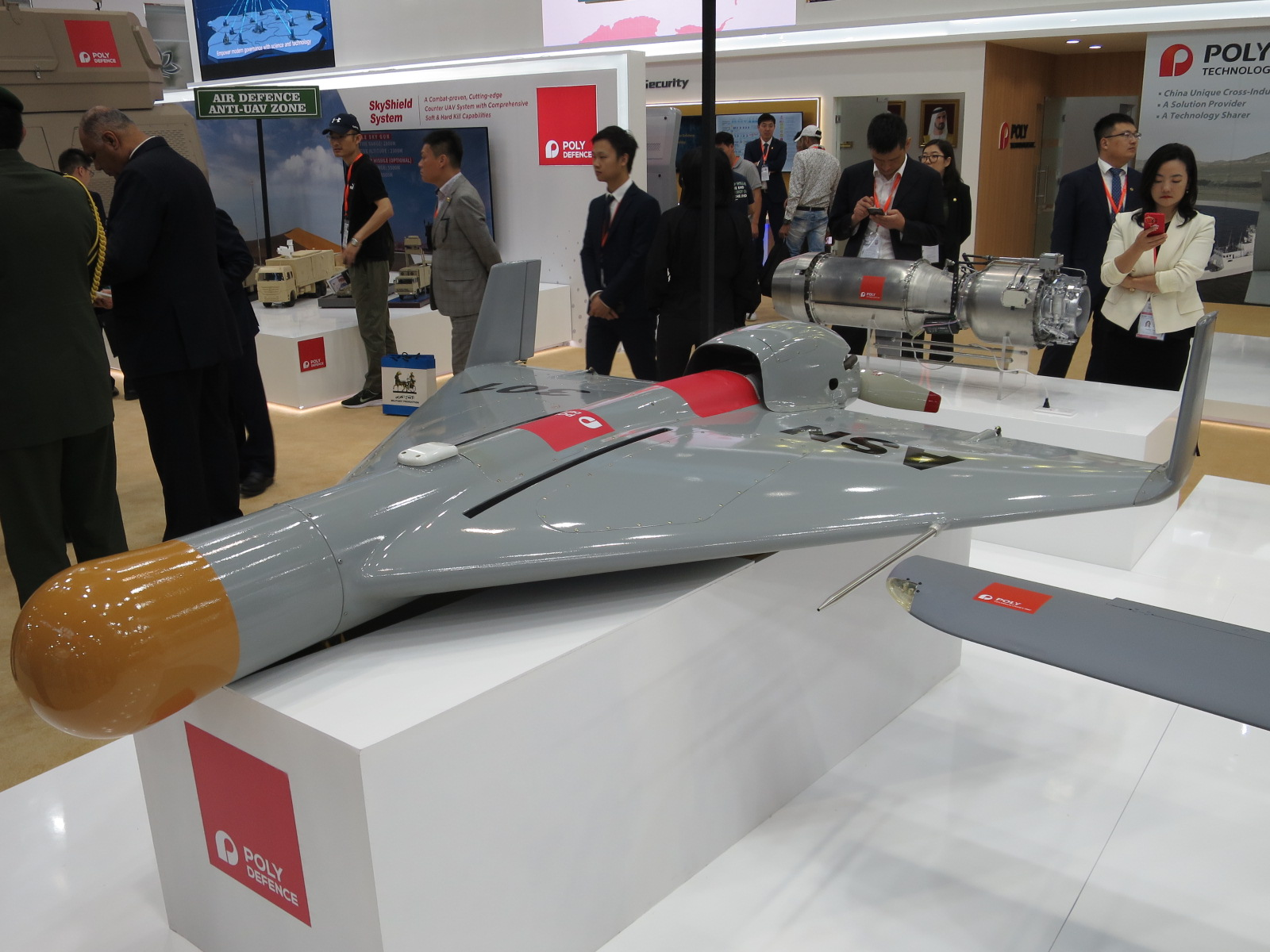
Une munition rôdeuse Sunflower 200 présenté par Poly Defense au salon IDEX d'Abu Dhabi le 22 février 2023.

Poly dispose d’importants moyens humains et matériels répartis à travers cinq principaux domaines d’activités : défense, ressources naturelles, génie civil outre-mer, investissement durable stratégique, activités civiles ; pris en charge par autant de sociétés filiales[Quand ?] : 
- Aviation Department,
- Ship department ;
- Aerospace Shenzhou Aerial Vehicle Co., Ltd ;
- Jilin Poly Research & Manufacturing Co., Ltd ;
- Poly Liaoning Armoured Vehicle Co., Ltd;

Ingénierie et génie civil outre-mer :
- Overseas Engineering Department;

activités civiles :
- Surpass Commercial Co., Ltd;
- Ferrari Maserati Cars International Trading Co., Ltd;
- Poly Solar Technologies Co., Ltd;
- Tianjin Poly Sagawa Logistics Co.Ltd.

Dans le domaine des ressources naturelles :
- Poly Energy Holdings Limited,
- Poly Mining Investment Co. Ltd.,
- POLY-GCL Petroleum Group Holdings Limited